# 1776 (film)
1776  è un film del 1972 diretto da Peter H. Hunt.

## Produzione
Il film fu prodotto dalla Columbia Pictures Corporation.

## Distribuzione
Distribuito dalla Columbia Pictures, il film venne presentato in prima a New York il 9 novembre 1972, uscendo poi nelle sale statunitensi il 17 novembre.